# GoGoGo (Single)
GoGoGo (Single) è un brano della rock band inglese Status Quo, uscito come singolo nell'ottobre del 2013. GoGoGo (Single) è il 102° singolo pubblicato dagli Status Quo.

## Tracce
1. GoGoGo (Single) - 3:49 - (Parfitt/Morris)

## Formazione
- Francis Rossi (chitarra solista, voce)
- Rick Parfitt (chitarra ritmica, voce)
- Andy Bown (tastiere, chitarra, armonica a bocca, cori)
- John 'Rhino' Edwards (basso, voce)
- Matt Letley (percussioni)